# 公议政体论
公议政体论是从幕末到明治初期，通过引入议会制度来形成共识（公议舆论）。从而形成日本国家意识及统一的政治思想。对于佐幕派来说，作为江户幕府重生的构想；对倒幕派来说，是明治维新后的政治理想之一。

## 概説
黑船来航时针对是否开国，老中阿部正弘向诸侯和民众都广泛寻求对策，虽然也有寻求公议舆论、公议政体的原初想法，但当时的“公议”指江户幕府，“舆论”指藩以及诸侯（藩主），当初只是将各藩主的意见向上反映到幕政的意思。公议舆论及公议政体的具体形象被描绘出来是在1860年代西洋思想逐渐流入日本以后。阿部死后，由于井伊直弼的旧亲藩和谱代大名的幕权强化论在櫻田門外之變中失势，之后提出公武合体论和诸侯会议论等加强江户幕府权威的策略，但伴随外部压力和尊王攘夷运动的高涨，社会动荡，江户幕府的衰微和幕藩体制的危机越来越严重。
在此情况下，幕府为改变现状，认为有必要将西方的议会制度引入日本，进行幕府或日本的改革。不仅仅是幕府相关人员，如山内容堂、松平春嶽、德川庆胜、西周、加藤弘之、津田真道、大给乘叹、横井小楠、赤松小三郎、坂本龙马等幕府外的人物也提出了这一主张，以避免江户幕府和萨长等雄藩发生军事对抗。但是，这些想法存在一定差异：诸侯主张的公议政体论继承了诸侯会议论，不管幕府存续或废止，都把“德川将军家”作为新建立诸侯会议事实上的“盟主”。与此相对，幕府官吏及其他人主张的公议政体论是由公家和诸侯组成的上议院，平民组成下议院，德川将军家作为上议院的主要成员参与政治（当然，根据论者的不同，议会的组织、江户幕府和德川将军家的存在方式也有差异）
以通过庆应改革来强化幕府权力为导向的征夷大将军德川庆喜决定大政奉还的背景下，以公议政治体制论召集的诸侯会议代替了江户幕府，德川庆喜也作为诸侯参与会议。改革后仍希望获得政局主导权的山内容堂、松平庆永等诸侯都支持这一提议，意在和平实现政治权力交接。大政奉还后，王政复古的大号令和小御所会议中展开两方辩论，一方主张德川可作为新政府的诸侯参加会议，另一方企图用武力倒幕的萨长势力反对。但是，最终萨长势力同旧幕府军间爆发戊辰战争，佐幕派和公议派诸侯们支持的公议政体论便崩溃
在戊辰战争中取得胜利并建立明治政府的萨长势力，虽然打败旧幕府势力，但实际上在新政府所拥有的朝廷中得到了“恭顺”诸藩的协助而取得胜利，如果得不到他们的支持，政权就难以存续。因此，证明新政府政策的正当性需要「公議輿論」。在五条御誓文的开头，作为“广兴会议，万事决于公论”全面提出了公论（公议舆论）。此后，这条路线与政体书的编纂以及基于此的议政官的设置、公议所、集议院等的召开、官员的公选等各藩的藩政改革紧密相连。但是，另一方面，政府为了实现政策而以公议为手段来指导、操纵舆论的想法和反过来将舆论整合在一起形成公议，并向政府寻求政策实现的想法相互对立，最终成为明治政府内部存在不和谐之声的一个原因。
但是，随着废藩置县藩的废除，中央集权的推进，公议舆论逐渐沦为空壳，特别是在明治六年政变（征韩论政变）之后，以大久保利通为主开始实行有司专制，公议舆论变得徒有虚名。对此，木户孝允认为中央集权和公议舆论并不矛盾，于是制定《立宪政体的诏书》，旨在通过确立立宪政治来兼顾两面，而板垣退助领导的自由民权运动则主张引入议会制度，以反映公议舆论。这样的动向，与之后制定大日本帝国宪法和帝国议会的开设有紧密联系。

## 脚注
1. ↑  公議輿論という言葉にはそれを唱える人にとって意味合いが微妙に異なってくる。井上勲によれば伝統的な天の観念の変容形態であり、
  1. 日本の国家意思としての「公議」
  2. 日本の構成員（これも論者により異なる）によって構成された「輿論」
  3. 「公議」と「輿論」のフィードバック・システムとしての「公議政体論」
  4. 「公明正大」・「公正無私」などの政治姿勢・精神態度

などによる複合形態であると解説している（『国史大辞典』など